# District de Chieli
Le  district de Chieli (en kazakh : Шиелі ауданы) est un district de l'oblys de Kyzylorda au  Kazakhstan. 

## Géographie
Son centre administratif est la localité de Chieli. 

## Démographie
En 2013, la population est estimée à 78 427 habitants.